# آگاتا بدنارچوک
آگاتا بدنارچوک (انگلیسی: Ágatha Bednarczuk؛ زادهٔ ۲۲ ژوئن ۱۹۸۳) بازیکن والیبال ساحلی اهل برزیل است.